# Регбі-7

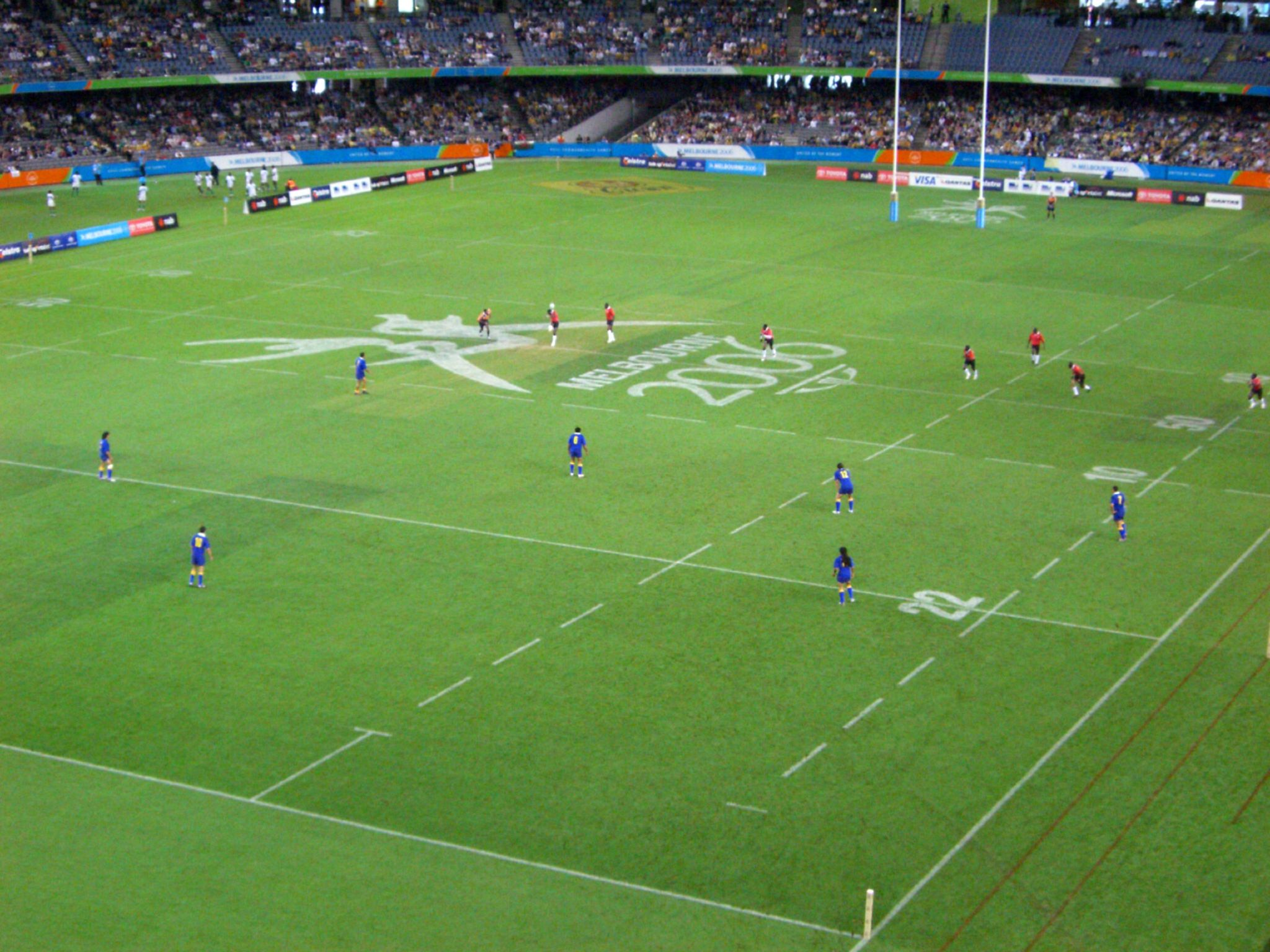
Команди готові ввести м'яч у гру

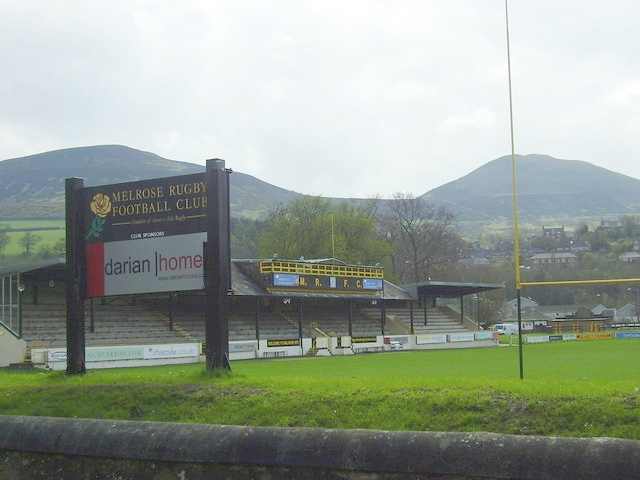
Melrose RFC

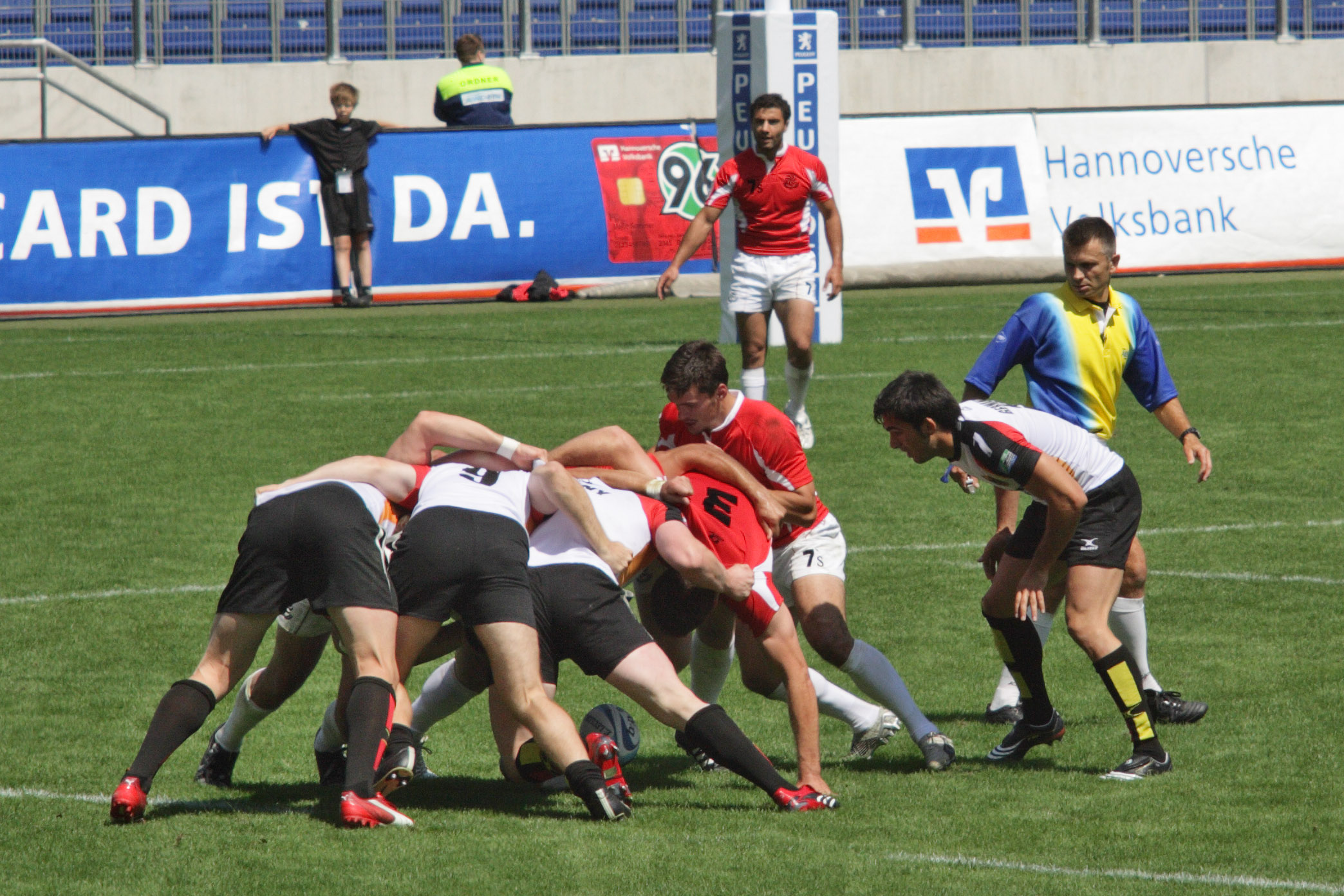

Регбі-7 — різновид регбі. Грається на полі для регбі-15 за майже аналогічними правилами командами по 7 гравців у кожній. Різновид відомий із 1883 року.
Виконавчий комітет МОК у серпні 2009 року рекомендував включити регбі-7 до програми Олімпійських ігор 2016.

## Правила
Гра складається з двох таймів по 7 хвилин кожен. Для фінальних ігор можуть бути встановлені довші тайми (10-12 хв).
Відмінністю від регбі-15 є те, що після спроби чи голу м'яч вводиться у гру командою, яка щойно забила (для вирівнювання шансів супротивників).
У сутичці беруть участь 3 гравці замість 8 у регбі-15.
Реалізація спроб пробивається з відскоку (дроп-гол), а не з підставки на землі.
Вилучення за жовту картку двохвилинні, а не десятихвилинні, але це суворіше покарання з огляду на великий вільний простір.

## Турніри
Змагання з регбі-7 дуже популярні у світі. Зазвичай це турніри, які проводяться протягом одного-двох днів. Команди грають по кілька матчів за день, спочатку в групах, потім за олімпійською системою.
Починаючи з 1993 року, раз на чотири роки проводяться чемпіонати світу з регбі-7. Чемпіони: двічі Фіджі, по разу Англія, Нова Зеландія й Самоа.
Крім того щороку проводяться змагання світової серії: низка турнірів у 8 містах світу, по 16 збірних команд у кожному.